# CubeBug–2
CubeBug–2 (Manolito, LO 74, OSCAR 74) argentin teszt nanoműhold, az amatőr rádiózást segítő űreszköz.

## Küldetés
Nano technológiával készült űreszköz (mechanika, hardver és szoftver) technikai próbája mikrogravitációs környezetben. Alapvető cél az oktatás segítése.

## Jellemzői
Gyártotta és üzemeltette az Tudományos Technológiai és Produktív Innováció (INVAP), a Satellogic SA és a Radio Club Bariloche. Társműholdak száma 23 (!): STSAT-3 (dél-koreai); DubaiSat-2 (dubaji); SkySat 1 (amerikai); WNISAT 1 (japán); AprizeSat 7 (amerikai);  AprizeSat 8 (amerikai); UniSat 5 (olasz; Delfi-n3Xt (holland); Dove 3 (amerikai); Dove 4 (amerikai); Triton 1 (holland); CINEMA 2 (dél-koreai); CINEMA 3 (dél-koreai); OPTOS (spanyol); GOMX 1 (dán); NEE-02 Krysaor (ecuadori); FUNcube 1 (angol); BRITE-PL (lengyel); HiNCube (norvég; ZACUBE 1 (dél-afrikai); ICube 1 (pakisztáni); HumSat-D (spanyol); PUCP-SAT 1 (perui); First-MOVE (német); UWE 3 (német); VELOX-P 2 (szingapúri); BeakerSat 1 (amerikai); $50SAT (amerikai); QubeScout S1 (amerikai); Wren (német); Pocket-PUCP (perui); BPA 3 (ukrán);
Megnevezései:  COSPAR: 2013-066AA; SATCAT kódja:
2013. november 21-én a Dombarovszkiji űrkikötőből egy Dnyepr–1 (LC-370) hordozórakétával állították alacsony Föld körüli pályára (LEO = Low-Earth Orbit). Az orbitális pályája 98 perces, 97,8 fokos hajlásszögű, körpálya perigeuma 600 kilométer, az apogeuma 600 kilométer volt.
Giroszkóppal forgás stabilizált űregység, számítógépe segíti a helymeghatározást. A műhold a hívójel LU1VZ-11. Mérete: 10 x 10 x 20 centiméter. Tömege 2 kilogramm. Telemetria rendszere négy antennájával segítette az adás-vétel lehetőségét. Minden 93. percben van a Föld azonos pontja felett. Jeladója 15 – 30 másodpercenként továbbít egy oktatási csomagot. Alacsony felbontású 20 megapixeles kamerája Föld képeket továbbít. Az űreszköz felületét napelemek borították, éjszakai (földárnyék) energia ellátását újratölthető kémiai akkumulátorok biztosították.

## Fordítás
- CubeBug–2. wikipedia.org. (Hozzáférés: 2014. május 1.)

| Elődje: CubeBug–1 | CubeBug-program 2003– | Utódja: CubeBug–3 |